# Saint-Bonnet-de-Chavagne
Saint-Bonnet-de-Chavagne är en kommun i departementet Isère i regionen Auvergne-Rhône-Alpes i sydöstra Frankrike. Kommunen ligger i kantonen Saint-Marcellin som tillhör arrondissementet Grenoble. År 2022 hade Saint-Bonnet-de-Chavagne 659 invånare.

## Befolkningsutveckling
Antalet invånare i kommunen Saint-Bonnet-de-Chavagne
Referens:INSEE